# Накосари-де-Гарсия (муниципалитет)
Накосари-де-Гарсия (исп. Nacozari de García) — муниципалитет в Мексике, штат Сонора, с административным центром в одноимённом посёлке. Численность населения, по данным переписи 2020 года, составила 14 369 человек.

## Общие сведения
Название Nacozari de García составное: Nacozari с языка опата можно перевести как много опунций, а García дано в честь машиниста паровоза Хесуса Гарсии, который спас жителей поселения Накосари, уведя поезд со сдетонировавшим динамитом.
Площадь муниципалитета равна 1735,8 км², что составляет 1 % от площади штата, а наиболее высоко расположенное поселение Ла-Бельота, находится на высоте 1638 метров.
Он граничит с другими муниципалитетами Соноры: на севере с Фронтерасом, на востоке с Бависпе и Басераком, на юге с Вилья-Идальго и Кумпасом, на западе с Ариспе и Бакоачи.

## Учреждение и состав
Муниципалитет был образован 11 октября 1912 года, по данным 2020 года в его состав входит 52 населённых пункта, самые крупные из которых:
| Код INEGI                  | Населённый пункт                                                                                       | Численность населения (2005 год) | Численность населения (2010 год) | Численность населения (2020 год) |
| -------------------------- | --- | -------------------------------- | -------------------------------- | -------------------------------- |
| 041                        | Всего                                                                                                  | 11961                            | 12751                            | 14369                            |
| 0001                       | Накосари-де-Гарсия (исп. Nacozari de García) 30°22′25″ с. ш. 109°41′11″ з. д. (административный центр) | 10090                            | 11489                            | 12987                            |
| 0062                       | Ла-Каридад (исп. La Caridad) 30°21′48″ с. ш. 109°37′19″ з. д.                                          | 425                              | 357                              | 372                              |
| 0064                       | Эль-Абанико (исп. El Abanico) 30°21′33″ с. ш. 109°34′48″ з. д.                                         | 755                              | 380                              | 317                              |
| 0084                       | Сателите-Трес (исп. Satélite Tres) 30°21′21″ с. ш. 109°37′31″ з. д.                                    | 366                              | 327                              | 300                              |
| 0065                       | Эль-Глобо (исп. El Globo) 30°22′25″ с. ш. 109°33′37″ з. д.                                             | 189                              | 129                              | 179                              |
| 0148                       | Эль-Тахо (исп. El Tajo) 30°30′43″ с. ш. 109°38′25″ з. д.                                               | 1                                | —                                | 52                               |
| 0063                       | Эль-Ранчито (исп. El Ranchito) 30°20′59″ с. ш. 109°34′10″ з. д.                                        | 27                               | —                                | 20                               |
| —                          | Прочие                                                                                                 | 108                              | 69                               | 142                              |
| Названия на карте Генштаба | |                                  |                                  |                                  |

## Экономическая деятельность
По статистическим данным 2000 года, работоспособное население занято по секторам экономики в следующих пропорциях:
- сельское хозяйство, скотоводство и рыбная ловля — 3 %;
- промышленность и строительство — 51,4 %;
- торговля, сферы услуг и туризма — 41 %;
- безработные — 4,6 %.

## Инфраструктура
По статистическим данным 2020 года, инфраструктура развита следующим образом:
- электрификация: 99 %;
- водоснабжение: 95,4 %;
- водоотведение: 98,9 %.